# مطبخ تشياباس

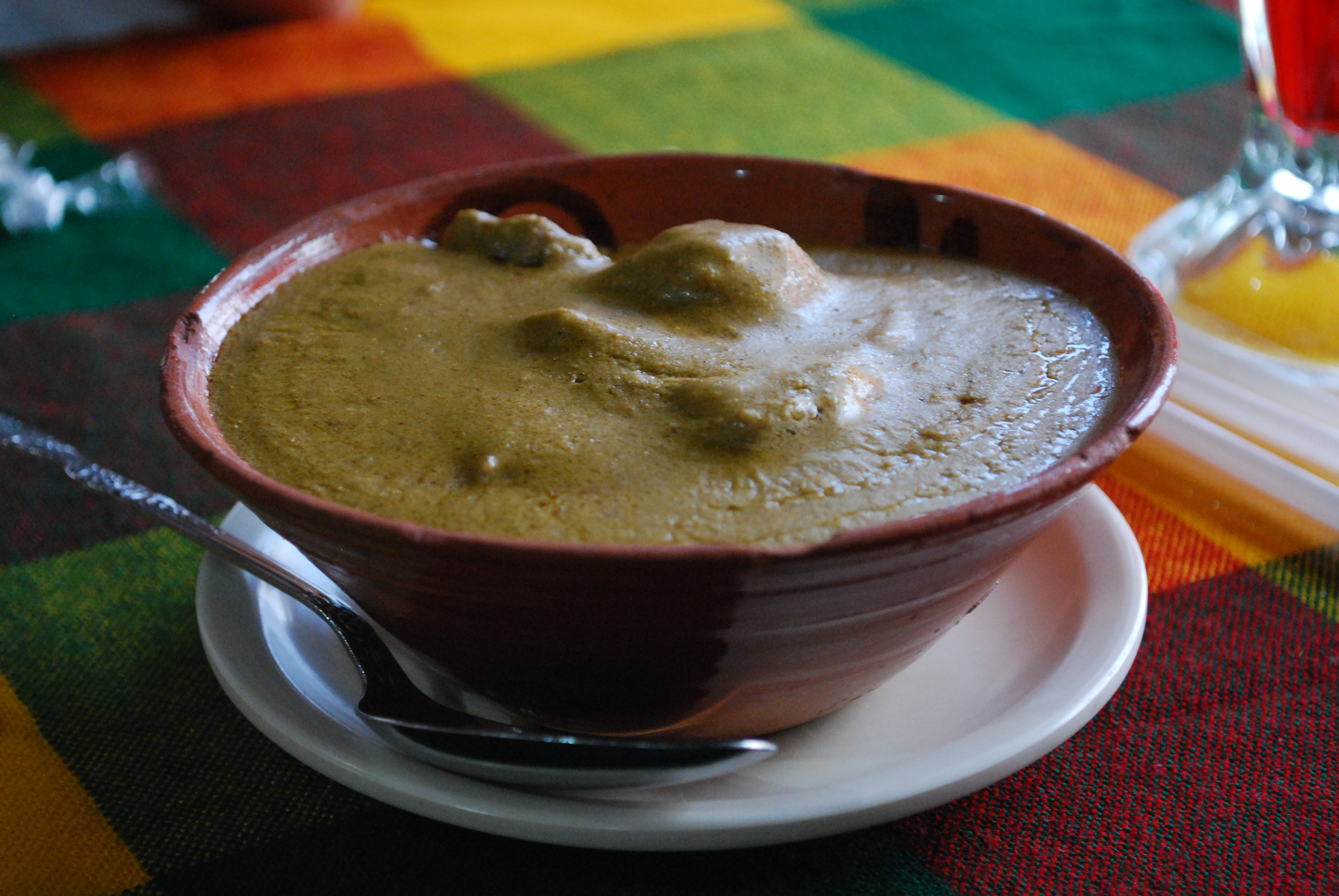
تم تقديم Pepita con Tasajo في مطعم في تشيابا دي كورزو.

مطبخ تشياباس هو أسلوب طهي يعتمد على الولاية المكسيكية التي تحمل الاسم نفسه. كما هو الحال مع مطبخ بقية أنحاء البلاد، فهو يعتمد على الذرة مع التأثيرات الأصلية والأوروبية.وتتميز بالاحتفاظ بمعظم تراثها الأصلي، بما في ذلك استخدام الأعشاب والمكونات التقليدية التي تميزها عن باقي أنواع المأكولات مثل عشبة تشيبيلين في التاماليز والحساء، والتي لا تستخدم في أي مكان آخر في المكسيك. ومع ذلك، في حين أنها تستخدم بعض الفلفل الحار، بما في ذلك السيموجوفيل الحار جدًا، إلا أنها لا تستخدمه كثيرًا مثل المأكولات الإقليمية المكسيكية الأخرى،مفضلة التوابل الحلوة قليلاً لأطباقها الرئيسية. تعتبر مناطق واسعة من الولاية مناسبة للرعي وينعكس هذا في المطبخ من خلال اللحوم، وخاصة لحم البقر وإنتاج الجبن.الطبق الأكثر أهمية هو التامال، مع العديد من الأصناف التي تم إنشاؤها في جميع أنحاء الولاية بالإضافة إلى أطباق مثل شانفاينا، على غرار مينودو وسوبا دي بان. على الرغم من الترويج لها من قبل ولاية تشياباس لأغراض السياحة ومن قبل بعض الطهاة، إلا أن هذه المأكولات لا تحظى بشهرة واسعة مثل المطبخ المكسيكي الآخر، مثل مطبخ ولاية أواكساكا المجاورة.

## المكونات

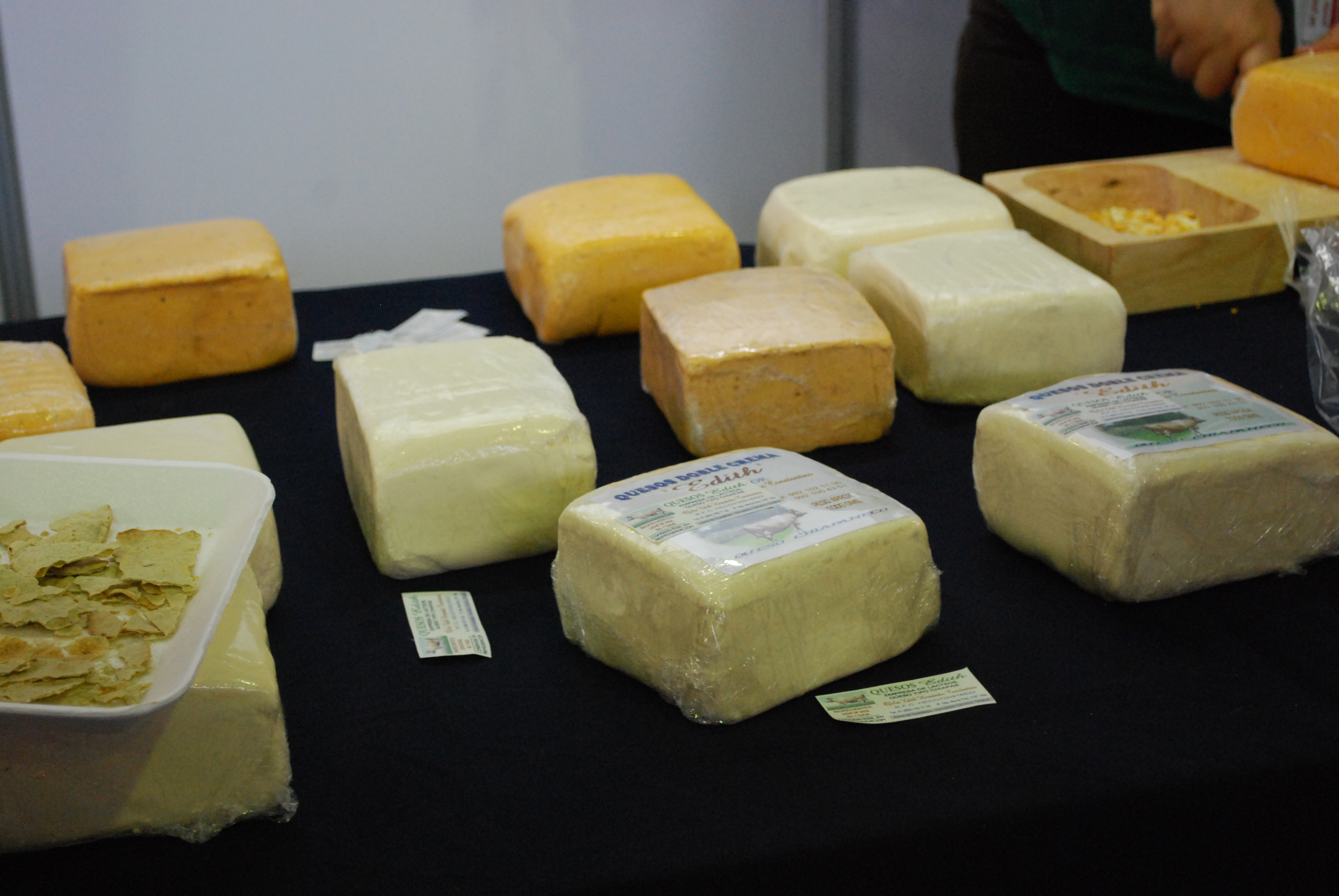
أنواع مختلفة من الجبن من ولاية تشياباس معروضة في حدث بمدينة مكسيكو

معظم المأكولات المكسيكية الأخرى، يعد مطبخ تشياباس مزيجًا من المكونات وتقنيات الطهي الأصلية والإسبانية. لا يزال المطبخ التشيايبي يؤثر فيه بشكل كبير التراث الثقافي للسكان الأصليين، وخاصة من خلال استخدام الأعشاب المحلية مثل "تشيبيلين"، وهو نبات عطري ذو أوراق رقيقة يُستخدم عادة في تحضير التاماليز والحساء.وهوجا سانتا،والذي يستخدم في الكثير من طبخ جنوب المكسيك. يعتمد المطبخ على الذرة، وهي العنصر الأساسي في منطقة أمريكا الوسطى،والتي غالبًا ما توجد في التورتيلا والتاماليز، ولكنها توجد أيضًا في عدد من الأطباق بما في ذلك المشروبات.وتشمل المكونات الأصلية الأخرى الفلفل الحار وحبوب الكاكاو والفاصوليا والأفوكادو وزهرة صالحة للأكل تسمى "كوتشونوك". لا يزال يتم تناول عدد من النباتات البرية بما في ذلك الفجل والخردل والطماطم الحامضة ومجموعة متنوعة من الفطر.الكاكاو هو عبارة عن بذور يتم طحنها مع بذور القرع لصنع الصلصات.في المناطق الريفية، لا يزال يتم تناول اللحوم مثل لحوم الأرماديلو،والتيبيزكونتل،والإغوانا،والخنزير البري، والأرانب،والطيور المحلية المختلفة. يفضل مطبخ تشياباس الفاصوليا السوداء، على الرغم من أن بعض المناطق مثل سان خوان تشامولا تستهلك مجموعة متنوعة منها. يتم تحضير الفاصوليا بشكل عام ببساطة باستخدام الملح والفلفل الحار، وعادةً بدون دهون.

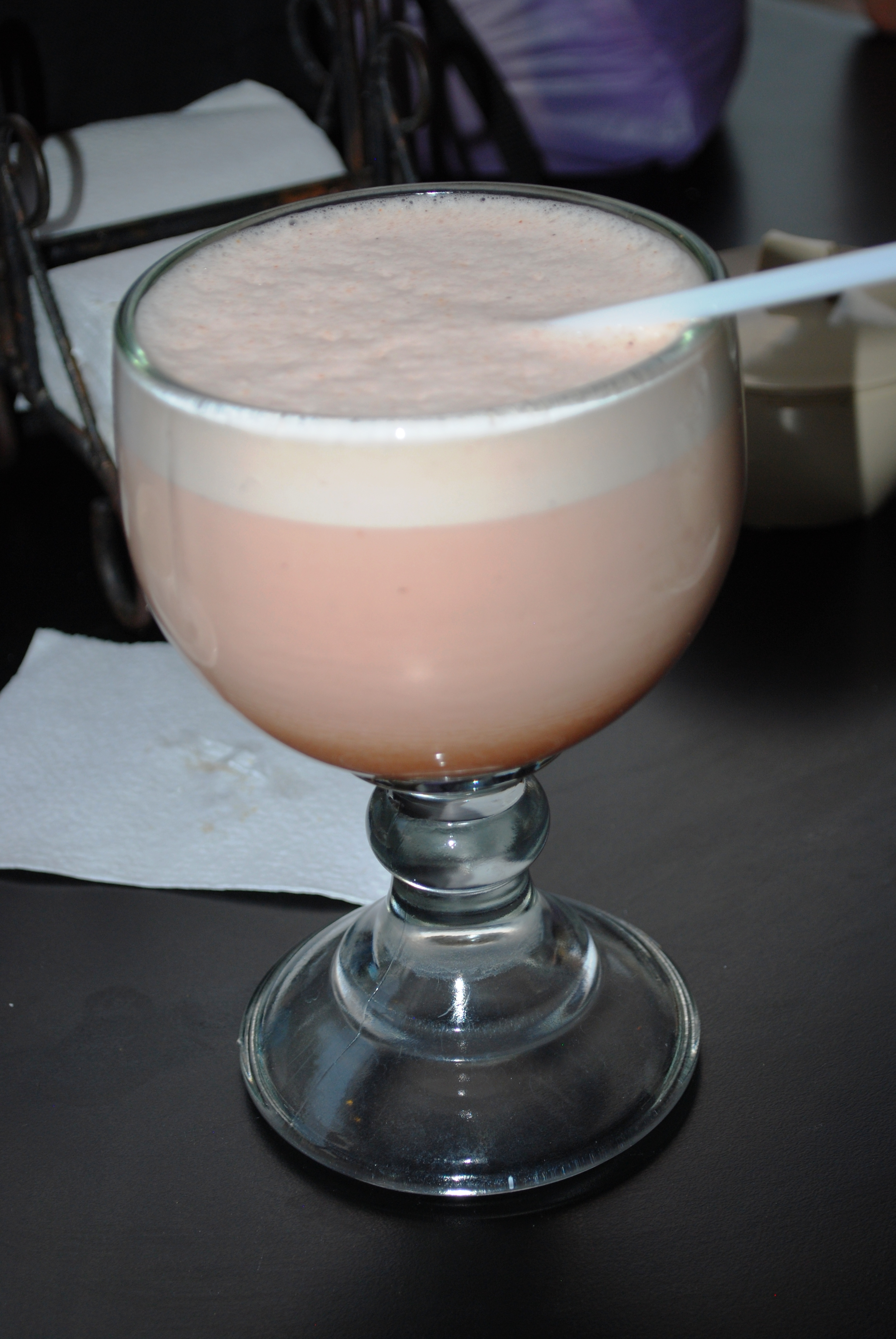
مشروب يسمى tascalate يقدم في بالينكي

منذ الغزو الإسباني، تمت إضافة عدد من المكونات إلى المطبخ. يظهر التأثير الإسباني بشكل رئيسي في إدخال اللحوم مثل لحم البقر ولحم الخنزير والدجاج، حيث يعتبر لحم البقر هو الأكثر شعبية. تعتبر مساحات كبيرة من التضاريس مثالية لتربية الماشية، ومنذ الفترة الاستعمارية،كان تربية الماشية والأغنام نشاطًا اقتصاديًا مهمًا. ومن أطباق لحم البقر الشهيرة شرائح اللحم المشوية التي تسمى تاساجو والتي تقدم مع مجموعة متنوعة من الصلصات.وقد ساهم تربية الماشية أيضًا في تحفيز صناعة الجبن، والتي لا يزال معظمها يُصنع في المزارع والتعاونيات الصغيرة. المناطق الرئيسية لصناعة الجبن هي أوكوسينجو ورايون وبيجيجيابان.تحظى قطع الجبن الأبيض من أوكوسينجو بشعبية كبيرة بين الذواقة في مختلف أنحاء المكسيك.المناطق الأكثر برودة في الولاية تنتج اللحوم المقددة.تشمل المحاصيل التي تم إدخالها القهوة وفول الصويا والقطن والسكر ومجموعة واسعة من الفاكهة الاستوائية الغريبة.

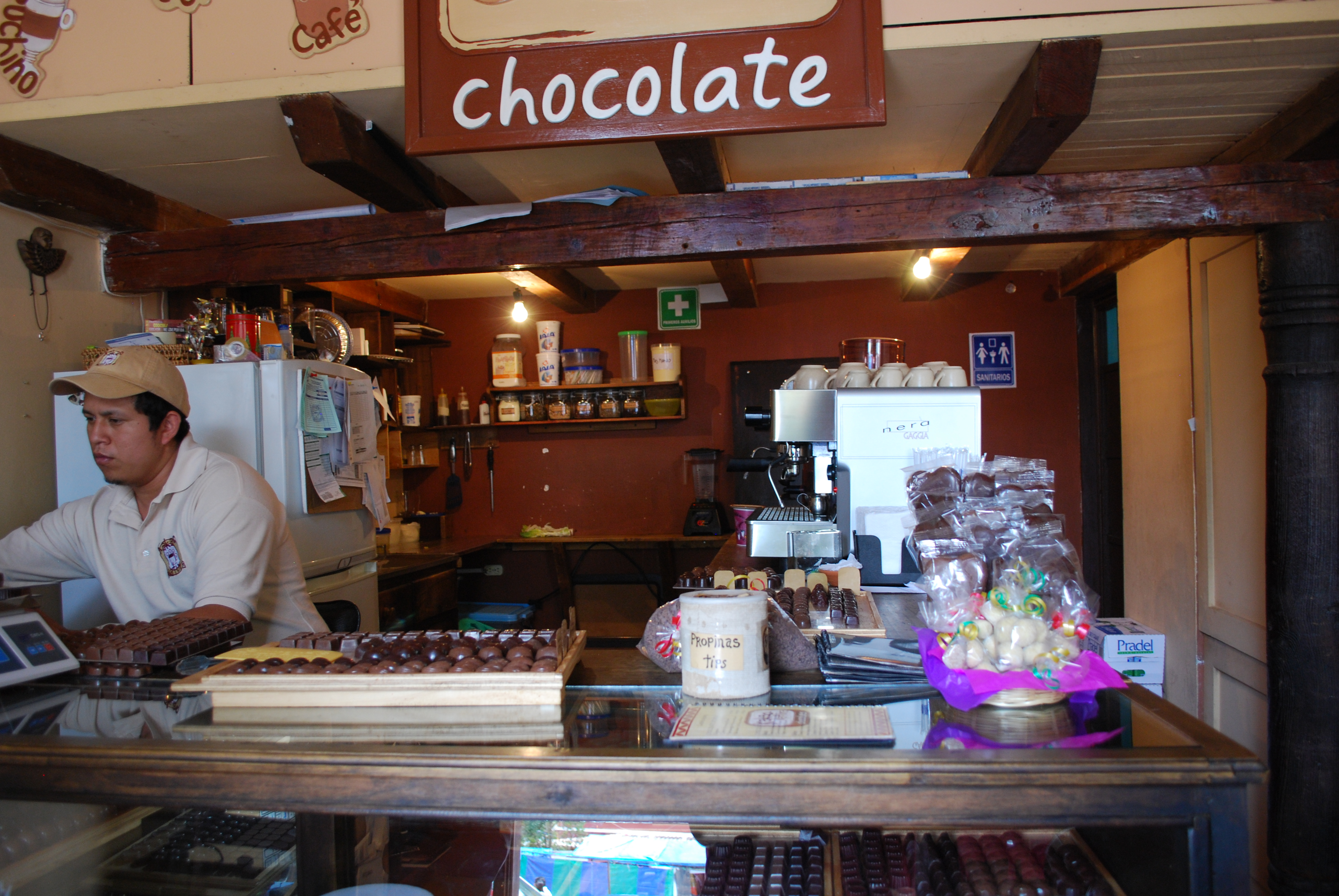
كاونتر في متجر شوكولاتة كاكاو ناتورا في سان كريستوبال

لا يعتمد مطبخ تشياباس بشكل كبير على الفلفل الحار مثل المأكولات المكسيكية الإقليمية الأخرى.تظهر غالبًا في التوابل. تشمل الفلفل الحار الإقليمي"chile de siete caldos" (فلفل حار من المرق السبعة) مما يشير إلى أن فلفلًا واحدًا يكفي لنكهة السبعة جميعًا والسيموجوفيل، وهو حار جدًا بحيث لا يمكن استخدامه بكميات كبيرة.يفضل طعام تشيابان مزيجًا من التوابل الحلوة قليلاً في الأطباق الرئيسية، والتي تشمل الطماطم والقرفة والموز والخوخ والأناناس. تتضمن نسخة تشياباس من الفلفل المحشو البازلاء واللوز والخوخ والأناناس المسكر المجفف والزبيب.
لقد كانت هناك بعض التأثيرات الأجنبية على المطبخ من خلال هجرة الألمان والإنجليز والفرنسيين والآسيويين بعد هجرة الإسبان. وشملت المساهمات الألمانية تطوير صناعة زراعة البن بالإضافة إلى صناعة البيرة واللحوم المقددة في بعض المناطق.القهوة هي محصول مهم في منطقة سوكونوسكو،حيث يتم تصدير الكثير منها وتجذب السياحة.
تشمل المحاصيل المزروعة الشعبية الموجودة في المطبخ القرع والبطاطا، والفول، والفاصوليا، والملفوف، والخيار، والبطاطا الحلوة، واليوكا، والبطيخ، والمنجا، والبابايا، والسابوديلا، والقشطة، والشيريمويا، وسابوتي مامي، وبيتاهايا وكوبابيه.

## أطباق شعبية

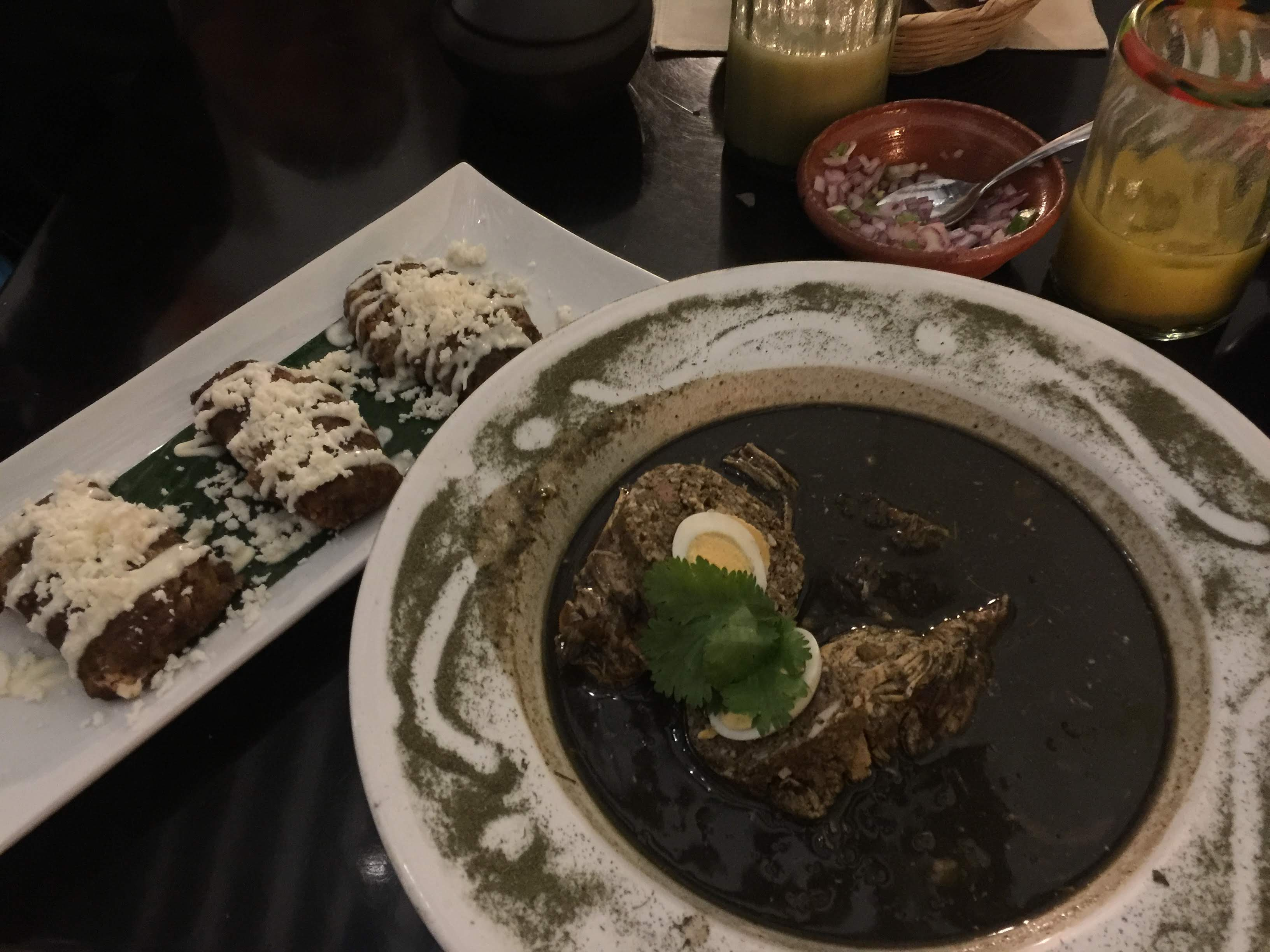
طعام تشيبانيكا الكبير.

الطبق الأكثر شهرة وشعبية في ولاية تشياباس هو التاماليز، والذي يوجد في العديد من الأصناف.يمكن العثور على الأعشاب الرئيسية لولاية تشياباس مثل تشيبيلين وهوجا سانتا في العديد من هذه الأماكن.معظم الأصناف ملفوفة في أوراق الموز، ولكن يمكن أيضًا العثور عليها ملفوفة في قشور الذرة وحتى في أوراق شجرة سانتا.تشمل الأصناف المهمة الجاكواني (الاسم المحلي لهوجا سانتا)، والدي بولا (لحم الخنزير في صلصة الفلفل الحار)، والسلحفاة، والإغوانا، والأسماك.طبق آخر يوجد في عدد من الأصناف هو تشانفينا، وهو عبارة عن حساء كرشة يشبه المينودو.حساء الخبز هو عبارة عن مرق دجاج بنكهة تضاف إليه قطع من الخبز المجفف والمقلي في اللحظة الأخيرة قبل الأكل.في ولاية تشياباس، تحظى بشعبية كبيرة في المناسبات الخاصة.تشمل الأطباق الأخرى هويفوس دي فيجيليا، روليتو دي بلاتانو،فيديو فيستيرو، لحم بقري مشوي، قاروص البحر في عصير خاص به، أرز بالزعفران،فريجول إسكوميت كون chilpilin، الفاصوليا السوداء مع لحم البقر المملح،تاناتي،chumul،كالدو دي شوتي، حساء أرماديلو،ناكابيتو، كوتشونوك، بوتزاتزيه،يوميوجي، مرق بنكهة تشيبيلين،ذرة طازجة ولحوم مع خضروات.
تشمل المشروبات الإقليمية البوزول في تحضيرات مختلفة، والمشروبات الحلوة المصنوعة من الفاكهة، التمر الهندي والمزيد، والتاسكاليت، والأتول والشوكولاتة الساخنة.المشروبات الكحولية الرئيسية هي تلك المصنوعة من قصب السكر.وتشمل هذه المشروبات المتنوعة المحضرة من قصب السكر المخمر بالإضافة إلى الأغواردينتي المقطر، والذي يستخدم أيضًا لحفظ الفاكهة.

## التخصصات الإقليمية

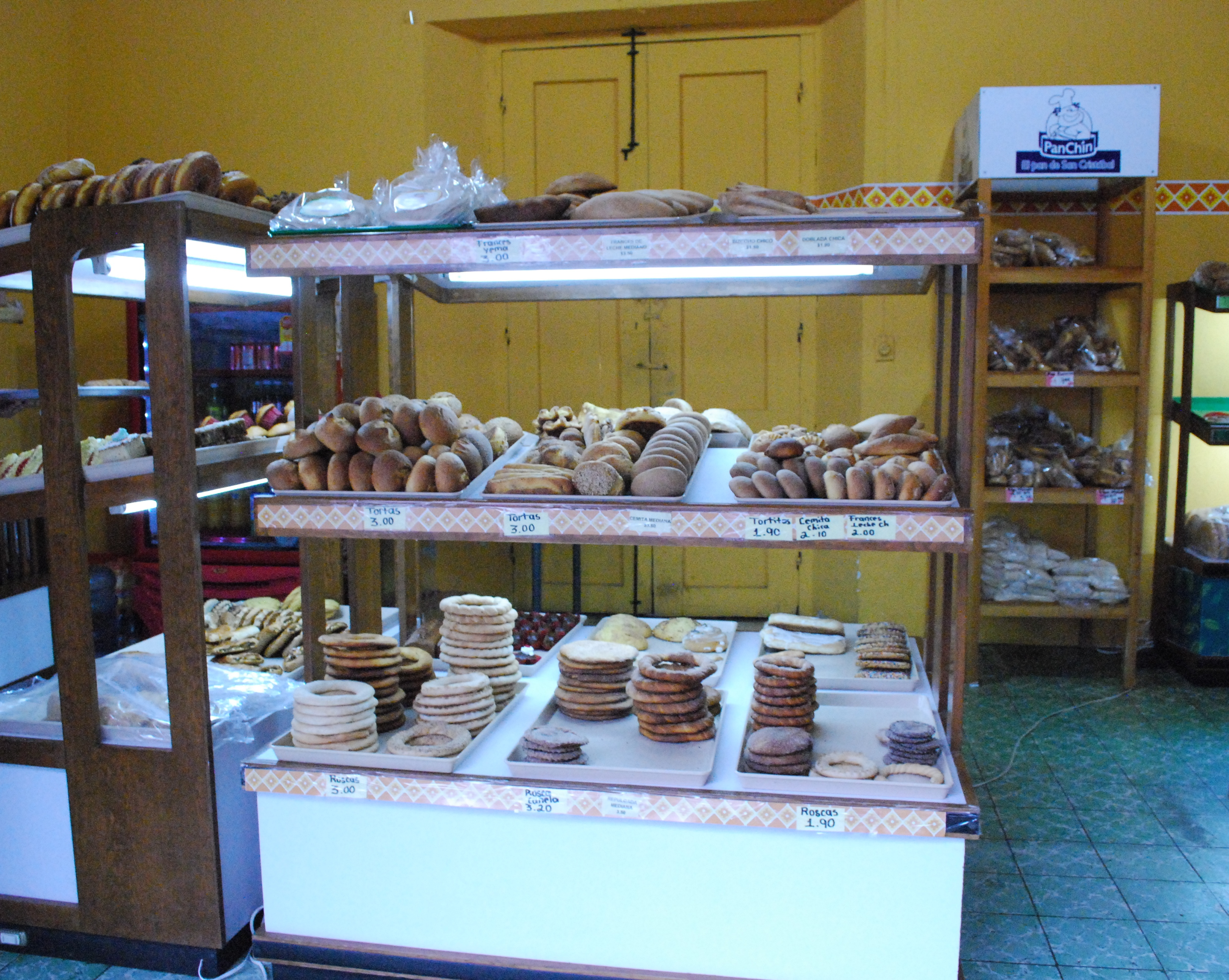
داخل مخبز في سان كريستوبال دي لاس كاساس

تتمتع مناطق مختلفة من الولاية بتخصصاتها الخاصة. تضم الولاية ثمانية عشر مجموعة أصلية معترف بها، العديد منها من أصل المايا . من أشهر المجموعات الأصلية الثمانية عشر في تشياباس هي مجموعة لاكاندونيس التي تعيش في الغابات المطيرة التي تحمل الاسم نفسه.تعتمد معظم أطباقهم على الذرة، والتي يتم طهيها في حباتها (بما في ذلك الذرة المنفوخة) أو على شكل عجينة مطبوخة. يتضمن طعامهم أيضًا عددًا من الفطر البري ومشروبًا مخمرًا يسمى بالشي. تشتهر منطقة زوك في شمال غرب الولاية والوديان الوسطى باستهلاكها لقواقع المياه العذبة الصغيرة التي تسمى تشوتي.يتم جمعها عادة في فصل الربيع في الجداول والبرك. يتم طهيها تقليديا في مرق بنكهة هوجا سانتا،ثم يتم تكثيف المرق بعجينة الذرة. يتم تناول القواقع أيضًا كوجبة خفيفة أو طعام بار في توكستلا جوتيريز. من الأطعمة الغريبة الأخرى في هذه المنطقة يرقات النحل.
المركز الثقافي للولاية هو سان كريستوبال دي لاس كاساس. تعتمد التخصصات في هذه المدينة في الغالب على اللحوم المقددة مثل لحم الخنزير والنقانق، والتي تعود أصولها إلى إسبانيا والتي تنسب إلى بارتولومي دي لاس كاساس، بالإضافة إلى الأطباق المحلية مثل التاماليز المختلفة (بما في ذلك التاماليز بنكهة الزعفران). أحد الأطعمة الشائعة في شوارع سان كريستوبال هو "cazueleja"، وهو عبارة عن لفافة محشوة بالجبن والبيض والقرفة.تشتهر سان كريستوبال أيضًا بحلوياتها حيث من الشائع تناولها مع القهوة في وقت متأخر من المساء.تشمل الحلويات الفاكهة المتبلورة وحلوى جوز الهند وكريمة الكراميل التي تسمى كاجيتا وأنواع مختلفة من الخبز الحلو والعادي،والتي أدخلها الفرنسيون إلى المنطقة.
المركز السكاني الرئيسي في الولاية هو عاصمة توكستلا غوتيريز ومدينة تشيابا دي كورزو عبر النهر.تشمل التخصصات المحلية هنا ningüijute، وهو لحم خنزير مصنوع من البذور،chispola،حساء لحم البقر والخضروات pictes،تامال الذرة الحلوة.تشتهر تشيابا دي كورزو أيضًا بكوتشيتو هورنيادو أو خنزير رضيع مشوي بتوابل أدوبو للمناسبات الخاصة.

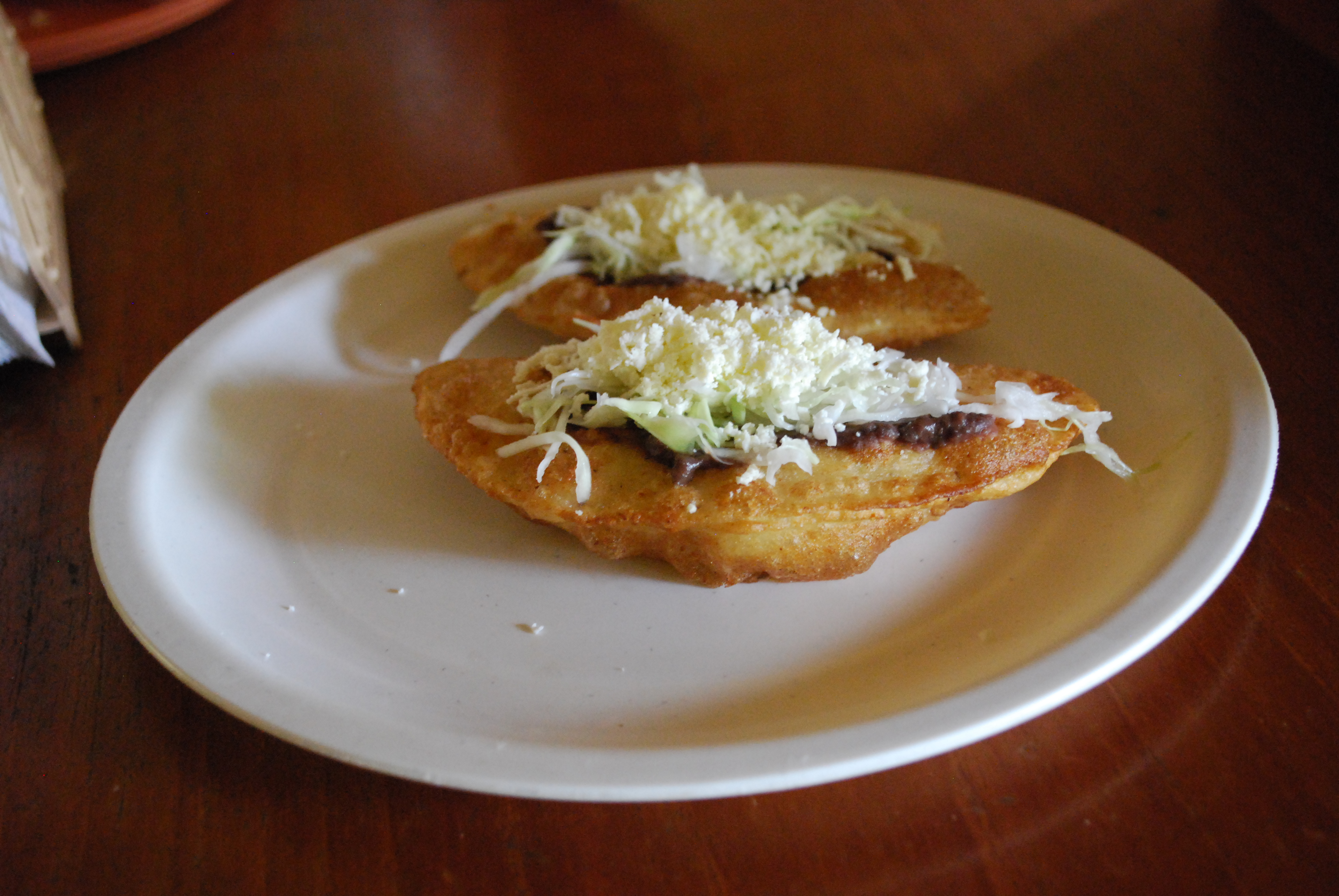
فطائر مقلية محشوة بالفاصولياء السوداء ومكونات أخرى تقدم في فرونتيرا كوروزال.

تتمتع المرتفعات الباردة بشهرة واسعة في مجال اللحوم المقددة،بما في ذلك مدينة كوميتان. تشتهر المدينة أيضًا بالدجاج المشوي، وسلطة قلوب النخيل بالخل والجبن.  كما ينتجون مشروبًا يسمى كوميتيكو،وهو مخمر من الماجوي ومشروبًا يسمى ميستيلا،مصنوعًا من فواكه مثل المانجو والتيجوكوتي والبرقوق.
يستخدم الخط الساحلي، الذي يفصله عن المناطق الداخلية خط من الجبال، المأكولات البحرية من ساحل المحيط الهادئ في مطبخه، بما في ذلك الأسماك الكبيرة، والهامور،والموجارا،والسردين،والروبيان،وسرطان البحر،والمحار. يتم تجفيف الروبيان في أغلب الأحيان للاستهلاك في وقت لاحق.غالبًا ما يتم دمج هذه الروبيان مع صلصة الطماطم للحصول على مقبلات أو استخدامها مع الفاصولياء السوداء وبذور اليقطين كحشوة للتاماليز جواكانيس.
تعتبر بالينكي منطقة لتربية الماشية مع أطباق لحم البقر الجيدة والعديد من أنواع الموز المقلي،بما في ذلك الموز المحشو بالفاصولياء السوداء أو الجبن.
اجتذبت الزراعة التجارية في سوكونوسكو المهاجرين من خلال المطاعم التي تقدم الطعام الصيني والياباني والألماني الموجودة في المنطقة. الطعام الأكثر شهرة في تاباتشولا هو الطعام الصيني، منذ هجرة الصينيين إلى المنطقة في أواخر القرن التاسع عشر وأوائل القرن العشرين.

## الترويج للمطبخ
معظم مأكولات تشياباس هي أطعمة فلاحية متواضعة وليست متطورة أو معقدة مثل مطبخ ولاية واهاكا المجاورة. المطبخ في الولاية ليس معروفًا جيدًا، حيث تم توثيقه بشكل أقل من مطبخ أواكساكا أو بويبلا أو ميتشواكان.
ومع ذلك، فقد تم الترويج للمطبخ دوليًا من قبل الطهاة مثل ريك بايلس وإروين راموس.ابتداءً من تسعينيات القرن العشرين، بدأت ولاية تشياباس في الترويج للمطبخ من خلال الأحداث ووسائل الإعلام والجمعيات الطهوية المهنية مثل شركة المطاعم المكسيكية.كما أعلنت الدولة المطبخ تراثًا غير مادي ومصدرًا للسياحة المستدامة.لقد رعت المهرجانات الطهوية مثل مهرجان الطهي الأصلي في تشيابانيكا والمسابقات الطهوية للطهاة المحترفين باستخدام المكونات التقليدية.أحد هذه المطاعم هو مطعم Alta Cocina Regional y de Author de Chiapas، الذي أسسته الشيف مارتا زيبيدا من فندق Tierra y Cielo في سان كريستوبال.